# Agrilus inexpectatus
Agrilus inexpectatus é uma espécie de inseto do género Agrilus, família Buprestidae, ordem Coleoptera.
Foi descrita cientificamente por Novak & Curletti, em 2007.